# استراتيجية شغل الوظيفة المفترضة
تستند استراتيجية شغل الوظيفة المفترضة على إدراك قيمة شغل الوظيفة في الحملة السياسية. وقد ثبت وجود ارتباط كبير بين الانتخابات وشغل الوظيفة في سباقات انتخابات الكونغرس. فقد بلغ متوسط معدلات نجاح أعضاء مجلس النواب الأمريكي من شاغلي الوظائف الذين يرغبون في إعادة خوض الانتخابات 93.5 في المئة خلال فترة الستينيات والسبعينيات. وإحصائيًا، فإن النسبة الأولية للمرشح الذي يشغل وظيفة هي 2-4 في المئة من عدد الأصوات.
شاغل الوظيفة هو الشخص الذي يتولى المنصب حاليًا، ويمنح هذا المركز شرعية تلقائية لحامله تتسبب في العادة في الوصول إلى النتيجة المبكرة بجعله قائد سباق الحملة الانتخابية. يدعي باول وشيلبي (1891) أن اختيار المرشح قائدًا للسباق يسمح له بتحديد معايير المناظرة وتضع عبء تقديم البراهين على المنافس.
تنفذ استراتيجية شغل الوظيفة المفترضة عندما يصبح منصبًا سياسيًا متاحًا مع عدم وجود شاغل للوظيفة يرغب في إعادة خوض الانتخابات. ويمكن للمرشح الذي يخوض الانتخابات للفوز بهذا المنصب المتاح افتراض شغل المنصب، عادةً من خلال الانتساب إلى نفس الحزب. وقد تناولت دراسة حالة بحثت استراتيجية شغل الوظيفة المفترضة ريتشارد شيلبي وحملته الخاصة بانتخابات الكونغرس في عام 1978 في ولاية ألاباما. وفي ذلك الوقت، كان شيلبي سيناتور ولاية ألاباما وأعلن عن نواياه في الترشح لمنصب نائب حاكم الولاية  ومع ذلك، عندما قرر عضو الكونغرس والتر فلاورز التخلي عن مقعده في مجلس النواب الأمريكي وخوض الانتخابات للحصول على مقعد في الكونغرس الأمريكي، قرر شيلبي التخلي عن حملته الانتخابية للترشح لمنصب نائب حاكم الولاية والترشح للفوز بمقعد والتر في الكونغرس. وكان مقعد البرلمان متاحًا حاليًا مع عدم وجود شاغل للوظيفة يرغب في إعادة الترشح. وهكذا، اتخذ شيلبي قراره مستعينًا باستراتيجية شغل الوظيفة المفترضة.
توضع استراتيجية شغل الوظيفة المفترضة من خلال ثلاث مراحل تدريجية تكمل نموذجًا لتدرج حلزوني كما يلي:
| المرحلة                                 | الأسلوب/الموقف الخطابي                                                 | الهدف                |
| --------------------------------------- | ---------------------------------------------------------------------- | -------------------- |
| الشرعية                                 | تحديد الهوية                                                           | التعزيز              |
| الخيار المنطقي                          | الظهور المتزايد                                                        | تلبية توقعات الكفاءة |
| التصور قائدًا للسباق، وضع توقعات الكفاءة | تزايد تمييز الاسم، توسيع نطاق توقعات الكفاءة إلى قاعدة أكبر من الجمهور | التعزيز              |

فيما يلي المراحل الثلاثة للنموذج:
1. الشرعية تصبح الهدف الخطابي للاستراتيجية والمرحلة الأولية لتطويرها. تعتمد هذه النقطة المبدئية على درجة تمييز الاسم التي يتمتع بها المرشح بين جمهوره المحدد. ويتمثل الهدف في وضع توقعات عن المرشح باعتباره الفائز المحتمل؛ وهو ما يتحقق من خلال الموقف الخطابي الذي يحدد المرشح بصفته «الخيار الطبيعي» للمنصب المأمول. ويأتي النجاح من مماثلة المرشح بشاغل المنصب و/أو الصفات اللازمة لشغل المنصب.
2. التمييز ينبغ من الظهور المتزايد الذي يحصل عليه المرشح أثناء مرحلة الشرعية لتجعل منه شخصية سياسية مشهورة. ويتمثل هدف هذه المرحلة في زيادة تعريف الناخب باسم المرشح. وتتحول التغطية الإعلامية من محاولة ترسيخ الشرعية إلى الحفاظ على اسم المرشح أمام الناخبين.
3. التعزيز يحدث عندما تقوم الحملة الانتخابية للمرشح بإعادة التأكيد على شرعيته. وإذا نحجت مرحلتا الشرعية والتعريف، فسيتم وضع مجموعة من التوقعات حول ما ينبغي أن يكون عليه المرشح - صورة «المرشح المثالي» التي يبدأ الناخبون في تشكيلها والاحتفاظ بها 
يسعى نموذج شغل الوظيفة المفترضة إلى تطوير نوع مثالي محدد في المرحلة المبكرة، ثم تقديم الإثبات في المرحلة النهائية.
افتراضات النموذج
1. إدراك أهمية الشرعية كمرحلة من مراحل الحملة الانتخابية.
2. تفترض الاستراتيجية ضرورة تجنب حدوث مواجهة مباشرة بين المرشح والمنافس؛ حيث أنها ستنقل الشرعية إلى المنافس وستقلل من فعالية الاستراتيجية.
3. تفترض الاستراتيجية أن سلوك التصويت السابق المتعلق بشاغل الوظيفة الفعلي يمكن أن يشكل أساسًا لوضع توقعات التصويت الخاصة بالمرشح الجديد.
4. تفترض الاستراتيجية حدوث معدل تسارع تصاعدي يتم اكتسابه من خلال الظهور الإعلامي المتزايد، والذي يهدف إلى المساعدة في السيطرة على الحماس والحيوية؛ بحيث يُنظر إلى المرشح على أنه بدأ من موقع قوي ويزداد قوة كلما تطورت الحملة.
5. تفرض الاستراتيجية ما ينبغي أن يستغله الإعلام وفي أي وقت يحقق التأثيرات المطلوبة.
لا بد من وجود شرط عرضي: ترتهن الاستراتيجية بامتلاك شاغل الوظيفة الفعلي جاذبية تصويت قوية في المنطقة. وفي حالة عدم وجود جاذبية تصويت قوية، ستتلاشى ميزة شغل الوظيفة المفترضة. وقد نجحت هذه الاستراتيجية مع شيلبي، حيث تمتع شاغل الوظيفة الفعلي بجاذبية تصويت قوية؛ والذي كان في هذه الحالة والترز. فقد أظهرت الاستفتاءات التي أجريت قبل الحملة الانتخابية أن فلاورز من أكثر السياسيين شعبية مع معدل تفضيل بلغ 67% 